# Viella y Medio Arán
Viella y Medio Arán (oficialmente en occitano: Vielha e Mijaran) es un municipio español de la provincia de Lérida, en la comunidad autónoma de Cataluña. Se constituyó en el año 1970 con la anexión de seis municipios araneses con Viella. Esta última es la capital de la comarca del Valle de Arán, del municipio y del partido judicial.

## Geografía
El municipio limita al norte con el de Caneján, al noreste y este con el de Alto Arán, al sur con el de Vilaller, al oeste con Francia (departamento de Alto Garona) y con el municipio de Las Bordas, al noroeste con los municipios de Vilamós y Lés.
Está situada a orillas del Garona y es un centro turístico de primer orden.
El municipio se formó en la década de 1970 por la unión de los pueblos de Arrós y Vila, Betlán, Escuñau, Betrén, Gausach, Viella y Vilach.
En su municipio se encuentra la sede del Consejo General de Arán.

### Comunicaciones
La N-230 comunica el municipio desde Francia y desde Lérida. Por la C-28 se accede al Alto Arán y a la estación de esquí Baqueira Beret. También se dirige a la comarca del Pallars Sobira a través del puerto de la Bonaigua, que a veces permanece cerrado en invierno por las nevadas. También en su término municipal se conecta mediante la LV-5052 con Vilach, Mont y Montcorbau.

### Clima
El clima de Viella es oceánico con influencia de montaña, considerado CFB por la clasificación climática de Köppen. Se caracteriza por inviernos fríos, veranos frescos y precipitaciones abundantes. La temperatura media es de 9'6 °C, siendo el mes más frío en enero, con una temperatura mínima media de -2,2 °C, y el mes más cálido es julio, con una temperatura máxima media de 24'7 °C. Las temperaturas absolutas oscilan los -20.0 °C el 16 de enero de 1985 a los 37 °C el 20 de julio de 1989. No hiela los meses estivales: junio, julio y agosto.
En cuanto a precipitaciones, en Viella llueve todo el año con abundancia, con una media de 124'5 días de precipitación. Caen anualmente 939,7 l/m², siendo el mes más lluvioso mayo, con 100,3 l/m², y el mes más seco en febrero, con 60,1 l/m². La máxima precipitación en 24 horas se dio el 7 de noviembre de 1982, cuando cayeron 169,5 l/m². En invierno las precipitaciones suelen ser de nieve, con el espesor máximo en diciembre, con 38 cm.

## Demografía
El municipio, que tiene una superficie de 211,41 km², cuenta según el padrón municipal para 2017 del INE con 5512 habitantes y una densidad de 26,07 hab./km².
| Gráfica de evolución demográfica de Viella y Medio Arán entre 1970 y 2017                                |
| |
| Población de derecho según los censos de población del INE. Población según el padrón municipal de 2017. |

### Población por núcleos
Desglose de población según el Padrón Continuo por Unidad Poblacional del INE.
| Núcleos    | Habitantes (2021) | Varones | Mujeres |
| ---------- | ----------------- | ------- | ------- |
| Arrós      | 110               | 61      | 49      |
| Aubert     | 208               | 116     | 92      |
| Betlán     | 29                | 15      | 14      |
| Betrén     | 562               | 300     | 262     |
| Casarill   | 83                | 46      | 37      |
| Casau      | 70                | 37      | 33      |
| Escuñau    | 105               | 54      | 51      |
| Gausach    | 540               | 303     | 236     |
| Mont       | 81                | 44      | 37      |
| Montcorbau | 19                | 7       | 12      |
| Viella     | 3589              | 1766    | 1823    |
| Vila       | 57                | 25      | 32      |
| Vilach     | 221               | 113     | 108     |